# Дрон (река у Француској)
Дрон (фр. Dronne) је река у Француској. Дуга је 201 km. Улива се у Ил. 